# 丹瑙
丹瑙（德語：Dannau）是德国石勒苏益格－荷尔斯泰因州的一个市镇。总面积9.12平方公里，总人口650人，其中男性317人，女性333人（2011年12月31日），人口密度71人/平方公里。